# Giao đấu

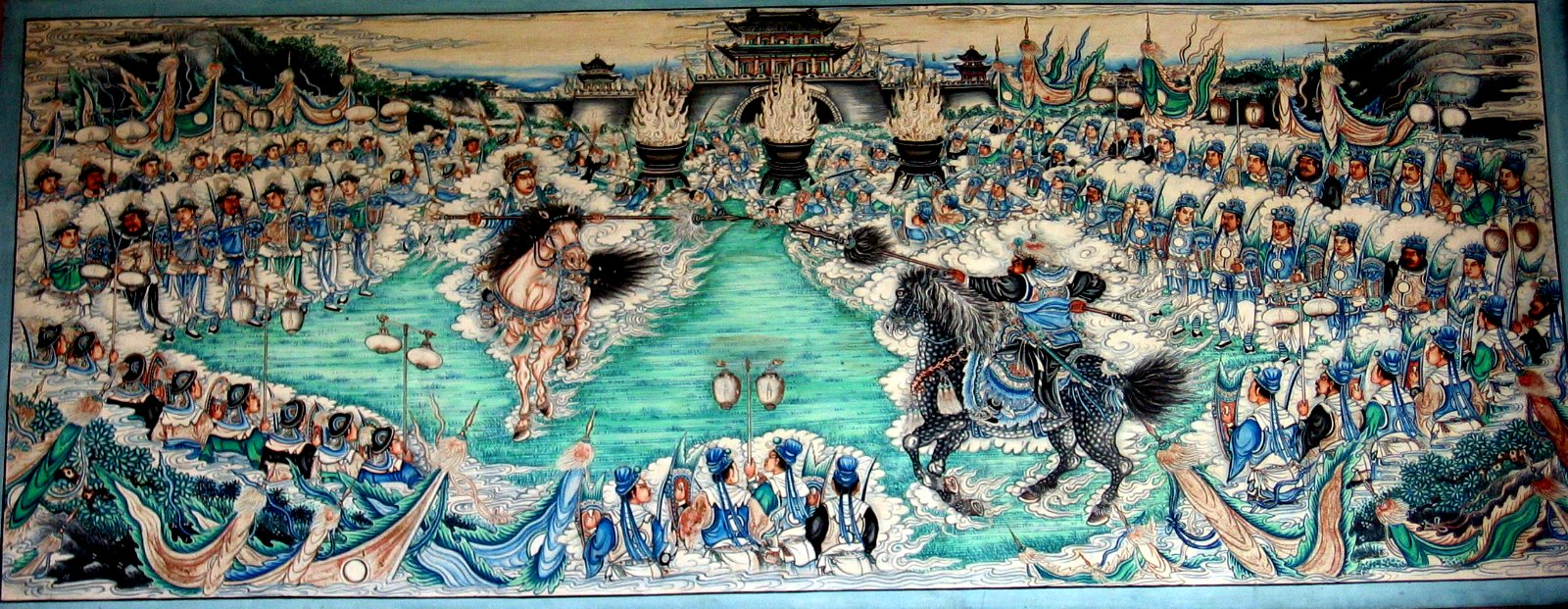
Mã Siêu và Trương Phi đại chiến tại Hà Manh Quan

Giao đấu hay giao đấu tay đôi hay đọ sức, hoặc giao phong, giao chiến, đấu tướng là thuật ngữ mô tả về cuộc chiến đấu tay đôi giữa hai chiến binh hay hai võ tướng trong bối cảnh có một cuộc chiến tranh giữa bai bên. Hình thức giao đấu hay đấu tướng diễn ra tương đối phổ biến trong các cuộc chiến tranh thời cổ, theo đó hai bên quân đội tham chiến sẽ giàn trận và đối mặt với nhau đồng thời cử ra một chiến binh hay dũng sĩ hoặc võ tướng có sức mạnh nhất, kỹ thuật chiến đấu cao nhất hoặc vô địch trong một đội quân để giao chiến tay đôi với nhau trước ba quân.

## Tổng quan
Giao phong hay giao đấu khác với quyết đấu. Quyết đấu và việc hai cá nhân đánh giết nhau có thể vì bất cứ lý do gì như xung đột, hận thù cá nhân, báo thù, tỷ thí võ thuật, phân thắng bại, tham gia vào trò chơi sinh tử (các võ sĩ giác đấu) hoặc chiến đấu tay đôi để dành một danh hiệu vinh dự, đoạt mỹ nhân... trong khi đó giao đấu phải gắn với bối cảnh chiến trận, người tham gia giao đấu luôn là đại diện cho một phe trong các bên xung đột.
Trong lịch sử, truyền thuyết và văn học, có nhiều cuộc giao đấu được mô tả quyết liệt, để lại dấu ấn như trận giao đấu giữa David và người khổng lồ Goliath được mô tả trong Kinh thánh, trận giao đấu giữa Hoàng Đế và Xi Vưu ở Trung Quốc và trận chiến kinh thiên địa giữa hai người anh hùng Achilles và Hector trong Chiến tranh thành Troia. Sử cũ phương Tây cũng kể về nhiều vị tướng thích giao phong như vua Pyrros của Ipiros và vua Hiero II của Syracuse. Trong tiểu thuyết Tam Quốc diễn nghĩa có mô tả những trận giao phong của các vị võ tướng rất kịch tính và hấp dẫn như trận chiến Hổ Lao Quan khi ba anh em Lưu Bị, Quan Vũ và Trương Phi liên hoàn đấu với Lữ Bố (Tam anh chiến Lã Bố) hay cuộc giao phong lên đến 150 hiệp giữa Mã Siêu và Hứa Chử trong trận Đồng Quan và trận quyết đấu lên đến gần 200 hiệp giữa Mã Siêu và Trương Phi trong trận Hà Manh Quan.